# Ɓ
Ɓ, ɓ, litera alfabetu łacińskiego używana w Międzynarodowym alfabecie fonetycznym do zapisu spółgłoski iniektywnej dwuwargowej dźwięcznej. Używana jest także w alfabetach niektórych języków afrykańskich takich jak ful i hausa.